# Константин фон Еттінґсгаузен
Константин барон фон Еттінґсгаузен (або барон Константин фон Еттінґсгаузен) (нім. Constantin von Ettingshausen; 16 червня 1826, Відень — 1 лютого 1897, Ґрац) — австрійський ботанік, відомий своїми палеоботанічними дослідженнями флори третинного періоду. Він був сином фізика Андреаса фон Еттінґсгаузена.

## Біографія
У 1848 році він здобув ступінь доктора медицини у Відні, а в 1854 році став професором ботаніки та природничої історії у військово-медичній та хірургічній академії цього міста. У 1871 році його обрали професором ботаніки у Граці, де він і працював до кінця свого життя.
З 1876 року він неодноразово відвідував Лондон, де впорядковував колекції в Музеї природничої історії. Він відзначився своїми дослідженнями третинної флори різних частин Європи, а також викопної флори Австралії та Нової Зеландії. Авґуст Вільгельм Штілер назвав на його честь вимерлий рід Ettingshausenia (родина Vitaceae) (1857).

## Публікації
- - Physiotypia plantarum austriacarum (with Alois Pokorny), 1856 –.
  - Physiographie der Medicinal Pflanzen (1862).
  - Die Farnkruter der Jetztwelt zur Untersuchung and Bestimmung der in den Formationen der Erdrinde eingeschiossenen Uberreste von vorweltlichen Arten dieser Ordnung nach dem Flächen-Skelet bearbeitet (1865).
  - A Monograph of the British Eocene Flora (with John Starkie Gardner), vol. 1. Filices, 1879-82. — vol. 2. Gymnospermæ, by J. Gardner. 1883-86.
  - Contributions to the Tertiary flora of Australia (translated by Arvid Neilson, 1888).
  - Contributions to the knowledge of the fossil flora of New Zealand (translated by C. Juhl, 1890).[6]